# Evropský účetní dvůr

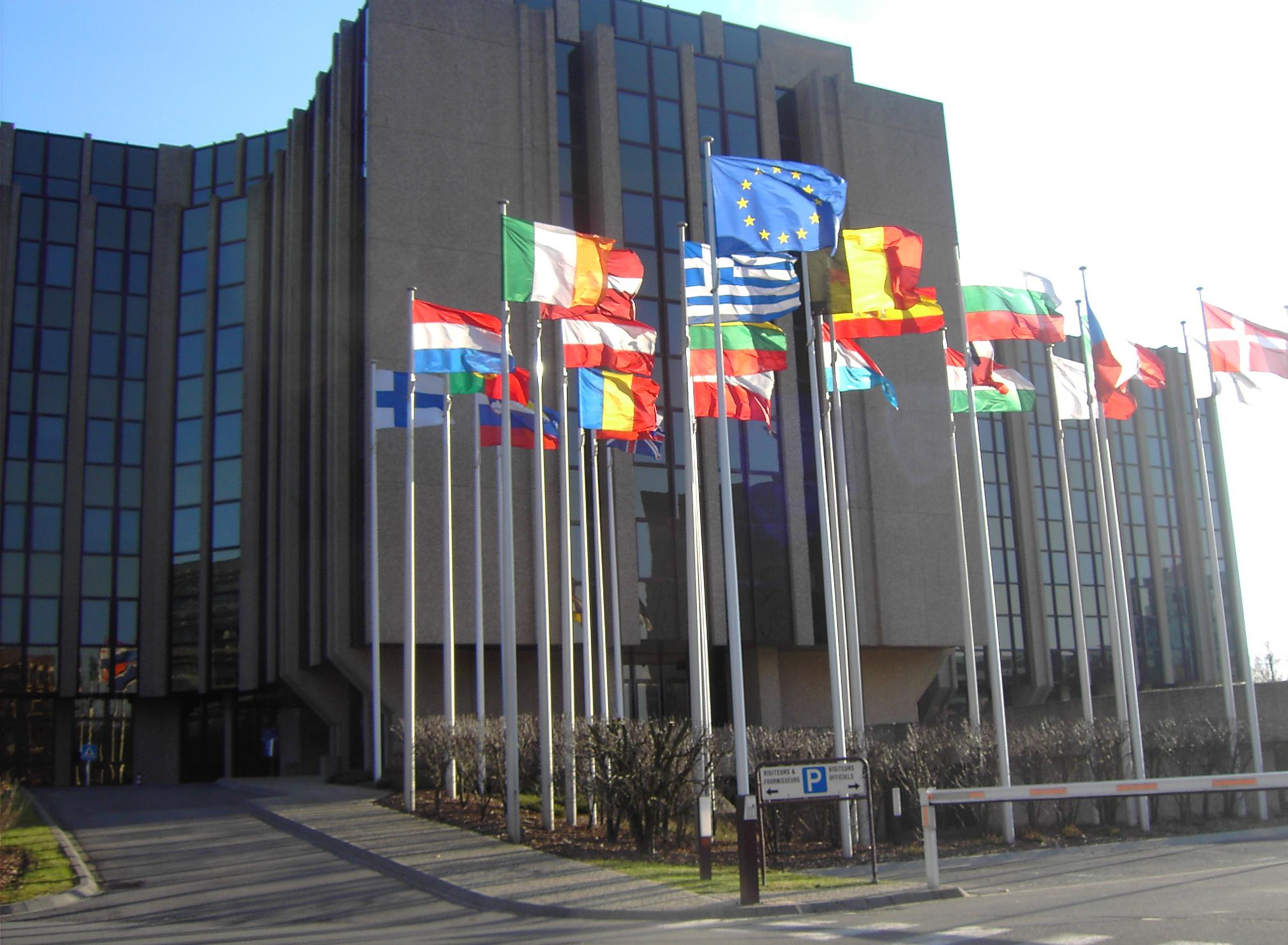
Lucemburské sídlo

Evropský účetní dvůr (francouzsky Cour des comptes européenne) je orgánem Evropské unie, který byl založený, aby prováděl kontrolu finančních prostředků EU. Jako externí auditor EU se podílí na zlepšování finančního řízení EU a vystupuje jako nezávislý strážce finančních zájmů občanů Unie. Evropský účetní dvůr vznikl roku 1977 na základě tzv. Smlouvy o změně určitých finančních předpisů (Bruselské smlouvy), uzavřené mezi státy Evropských společenství 22. července 1975. Evropský účetní dvůr sídlí v Lucemburku.
Evropský účetní dvůr jako nezávislý orgán kontroluje účetnictví všech příjmů a výdajů Unie a jejích orgánů. O této činnosti každoročně informuje ve výroční zprávě, kterou je povinen uveřejnit po roční uzávěrce. Tato zpráva je uveřejněna v Úředním věstníku EU a je podkladem pro kontrolní činnost Evropského parlamentu. Velká pozornost je přisuzována rozpočtovému hospodaření a zejména otázce, zda jsou finanční prostředky EU vynakládány podle schválených zásad na určené účely. V případě nesrovnalostí však Evropský účetní dvůr nemá exekutivní pravomoci.
Účetní dvůr funguje jako kolektivní orgán s 27 členy. Každý členský stát zastupuje jeden člen, jmenovaný Radou Evropské unie po konzultaci s Evropským parlamentem na obnovitelné funkční období šesti let. Členové si ze svého středu volí předsedu na funkční období tří let. Organizačně se Účetní dvůr dělí do pěti senátů.

## Předseda (prezident)
Povinností předsedy je svolávat a předsedat schůzím EÚD, zajišťovat provádění rozhodnutí a řádné řízení útvarů (a dalších činností). Prezident rovněž zastupuje instituci a jmenuje za ni zástupce ve sporných řízeních.
Současným prezidentem je Tony Murphy (Irsko), zvolený 20. září 2022. Vystřídal Klause-Heinera Lehneho (Německo), zvoleného v roce 2016.
Předchozími prezidenty byli:
- Sir Norman Price (1977, Spojené království)
- Michael Murphy (1977, Irsko)
- Pierre Lelong (1981, Francie)
- Marcel Mart (1984, Lucembursko)
- Aldo Angioi (1990, Itálie)
- André Middelhoek (1992, Nizozemsko)
- Bernhard Friedmann (1996, Německo)
- Jan O. Karlsson (1999, Švédsko)
- Juan Manuel Fabra Vallés † (2002, Španělsko)
- Hubert Weber (2006, Rakousko)
- Vítor Manuel da Silva Caldeira (2007, Portugalsko)
- Klaus-Heiner Lehne (2016, Německo)

## Generální tajemník
Generální tajemník je nejvyšším zaměstnancem EÚD. Je jmenován na obnovitelné období 6 let a odpovídá za řízení zaměstnanců EÚD a za správu EÚD. Kromě toho je generální tajemník odpovědný za rozpočet, překlady, školení a informační technologie.
Seznam:
- 1989–1994: Patrick Everard
- 1994–2001: Edouard Ruppert
- 2001–2008: Michel Hervé
- 2008–2009: John Speed
- 2009–2020: Eduardo Ruiz Garcia
- 2020–2020: Philippe Froidure

Od roku 2021: Zacharias Kolias